# Liste der Stolpersteine in Fellbach
Die Liste der Stolpersteine in Fellbach führt die vom Künstler Gunter Demnig in der baden-württembergischen Stadt Fellbach verlegten Stolpersteine auf.
Mit diesen Gedenksteinen soll Opfern des Nationalsozialismus gedacht werden, die in Fellbach lebten und wirkten. Bisher wurden hier für drei französische Kriegsgefangene Stolpersteine in den Stadtteilen Oeffingen und Schmiden am 18. Mai 2009 verlegt, die kurz vor Kriegsende im April 1945 von einem Fellbacher Volkssturmkommando erschossen wurden.

## Verlegte Stolpersteine
In Fellbach wurden bis Ende 2020 drei Stolpersteine an drei Adressen verlegt.
Die Tabelle ist teilweise sortierbar; die Grundsortierung erfolgt alphabetisch nach dem Familiennamen des Opfers.
| Stolperstein | Inschrift                                                                                         | Standort                                      | Name, Leben |
| ------------ | ------------------------------------------------------------------------------------------------- | --------------------------------------------- | --- |
|              | HIER LEBTE UND ARBEITETE RENÉ BILLET JG. 1914 VOM VOLKSSTURM IN FELLBACH ERSCHOSSEN 3.4.1945      | Schmiden, Gotthilf-Bayh-Straße 9 Stolperstein | René Billet, geboren 1914, war zweifache Familienvater. Er war französischer Kriegsgefangener und war mehrere Jahre lang in einer Landwirtschaft im Remstal zur Zwangsarbeit eingeteilt. Er wohnte im Grünen Baum im Fellbacher Ortsteil Schmiden. „Die Alliierten waren nicht mehr weit entfernt, das Kriegsende schien nahe. Einen Monat vor Kriegsende wurde der französische Kriegsgefangene und Zwangsarbeiter in seiner Unterkunft abgeholt. Einen Tag später war er tot.“ Am Abend des 2. April 1945 wurde er vom Volkssturm abgeholt und ins Gefängnis verschleppt. Tags drauf wurde er erschossen und verscharrt – gemeinsam mit den beiden französischen Mithäftlingen Marcel Couasnard und Albert Lafoy. |
|              | HIER LEBTE UND ARBEITETE MARCEL COUASNARD JG. 1919 VOM VOLKSSTURM IN FELLBACH ERSCHOSSEN 3.4.1945 | Schmiden, Fellbacher Straße 7 Stolperstein    | Marcel Couasnard wurde 1919 geboren. Er stammte aus der Normandie und absolvierte im elterlichen Schuhgeschäft seine Lehre. Er war einer von drei französischen Kriegsgefangenen, die jahrelang Zwangsarbeit in Fellbach verrichten mussten. Aufgrund seiner Lehre wurde er in Fellbach-Schmiden dem Schuh-Bürkle zugeteilt. Der junge Mann hatte in einer französischen Big Band Saxophon gespielt. Sein Instrument wurde ihm sogar in die Kriegsgefangenschaft nachgebracht. Einen Monat vor Kriegsende erläuterte er in der Dorfkneipe seinen Mitgefangenen aus Frankreich den bevorstehenden Einmarsch der Alliierten und die Folgen für die örtlichen Nazigrößen. Der Volkssturmführer Hermann Weissbarth erfuhr davon und mobilisierte ein Volkssturmkommando. Marcel Couasnard und zwei seiner Landsleute, unter ihnen René Billet, wurden in der Nacht mit vorgehaltener Waffe aus den Betten geholt und am nächsten Morgen auf dem Fellbacher Auffüllplatz erschossen. Die Leichen wurden sogleich verscharrt. Die französischen Besatzer zwangen die Mitglieder des Volkssturmkommandos, die Ermordeten zu exhumieren und ordentlich zu bestatten. Später wurden die sterblichen Überreste der drei NS-Opfer nach Frankreich überführt. Zur Verlegungszeremonie kamen ein Neffe und eine Nichte von Marcel Couasnard aus Frankreich angereist. |
|              | HIER LEBTE UND ARBEITETE ALBERT LAFOY JG. 1917 VOM VOLKSSTURM IN FELLBACH ERSCHOSSEN 3.4.1945     | Oeffingen, Schulstraße 2 Stolperstein         | Albert Lafoy wurde 1917 geboren. Auch er war französischer Kriegsgefangener. Er war der Metzgerei Mehrle in Oeffingen zugeteilt. |

## Verlegedatum
- 18. Mai 2009

„Das Unaussprechliche und Unvorstellbare kann oft nur mit den Mitteln der Kunst sichtbar gemacht werden,“ so Oberbürgermeister Christoph Palm bei der Verlegungsansprache. Begleitet wurde die Zeremonie von Zeitzeugenberichten, die verlesen wurden. Der Fellbacher Stadtanzeiger schrieb von einem „absolut sinnlose[n] Verbrechen in den letzten Kriegstagen“.